# Kaj Hendriks
Kaj Hendriks (* 19. August 1987 in Wageningen) ist ein niederländischer Ruderer, der 2013 Weltmeister und Europameister mit dem Vierer ohne Steuermann war.

## Sportliche Karriere
Der 1,97 m große Ruderer vom Utrechter Ruderclub Triton begann 2006 mit dem Rudersport, seit 2009 ist er im Ruder-Weltcup aktiv. Bei den Europameisterschaften 2010 und bei den Weltmeisterschaften 2010 belegte er jeweils den vierten Platz mit dem niederländischen Achter. Im Jahr darauf wechselte Hendriks in den Vierer ohne Steuermann, der in der Besetzung Meindert Klem, Ruben Knab, Kaj Hendriks und Jozef Klaassen den sechsten Platz bei den Weltmeisterschaften erreichte. Bei den Olympischen Spielen 2012 belegte der niederländische Vierer ohne Steuermann mit Kaj Hendriks, Boaz Meylink, Ruben Knab und Mechiel Versluis den fünften Platz. 
Mit Robert Lücken für Ruben Knab gewann der niederländische Vierer vor den Rumänen und den Deutschen den Titel bei den Europameisterschaften Ende Mai und Anfang Juni 2013 in Sevilla. Drei Monate später siegten die Niederländer auch bei den Weltmeisterschaften 2013 in Chungju vor den Booten aus Australien und aus den Vereinigten Staaten. 2014 kehrte Hendriks in den niederländischen Achter zurück, mit dem er vor heimischem Publikum in Amsterdam den achten Platz bei den Weltmeisterschaften 2014 belegte. Nach einem sechsten Platz bei den Europameisterschaften gewann der niederländische Achter bei den Weltmeisterschaften 2015 die Bronzemedaille. 
2016 gewann der niederländische Achter die Weltcup-Regatten in Varese und Luzern, belegte aber dazwischen bei den Europameisterschaften nur den sechsten Platz. Bei den Olympischen Spielen 2016 erkämpfte der niederländische Achter mit Kaj Hendriks, Robert Lücken, Boaz Meylink, Boudewijn Röell,  Olivier Siegelaar, Dirk Uittenbogaard, Mechiel Versluis, Tone Wieten und Steuermann Peter Wiersum die Bronzemedaille hinter den britischen Weltmeistern und den deutschen Europameistern.
Bei den Europameisterschaften 2017 waren mit Meylink, Hendriks, Wieten, Versluis und Lücken noch fünf Ruderer aus dem Vorjahres-Achter dabei, hinzu kamen Roel Braas, Ruben Knab, Bjorn van den Ende und Steuermann Diederik van Engelenburg. Dieser neue Achter gewann hinter den Großbooten aus Deutschland und aus Polen die Bronzemedaille. Nachdem er 2018 nur im Ruder-Weltcup starten durfte, nahm er 2019 wieder an den Europameisterschaften teil. Zusammen mit Jacob van de Kerkhof gewann er im Zweier ohne Steuermann das C-Finale, was Platz 13 bedeutete. Bei den Europameisterschaften 2020 gewann er mit dem niederländischen Achter die Bronzemedaille hinter den Booten aus Deutschland und Rumänien.